# The Water Of Life
The Water of Life（ザ・ウォーター・オブ・ライフ）は、HAPPY DRUG STOREの清水和彦のソロユニット（デビューは先）。原語は新約聖書の一節にある“不滅の命を与える水”という意味。

## 清水和彦
1971年3月15日、滋賀県長浜市に生まれる。13歳の時に兄のギターを借りて弾いたのが音楽との出会い。19歳で下関シーモール・アマチュアバンド・コンテスト「ミュージック・エイド '90」に参加し、優勝。以後、楽曲製作とオーディション応募の日々が続く。桃山学院大学時代にはアコースティック・ギターサークルで活動し、数々の楽曲を制作作していた。1994年、SMEJ・SD制作部主催のオーディション「Voice 2」にて2200人の応募者の中からトップで合格。再び制作期間に入り、デビューまでに200曲超を書き続けた。
1997年10月1日、デビューシングル『うそ』発売。1998年10月1日、1stアルバム『コクハク』発売。ヒロシミ→ズ（→HAPPY DRUG STORE）結成の2000年までほぼ2か月ごとに作品を発売していた。
1990年代後期のミュージシャンとしては早くからインターネット上にウェブサイトを開設したり、インターネット限定の企画・番組配信などをいち早く行っており、当時に斬新な試みを多く行っていた。これらの一部は現在でも公式ウェブサイトにて閲覧可能である。トレードマークとしていたJONKO製作のWATER君はもともとはネット上のキャラクターである。インターネット上から生まれた自分のキャラクターを自身のCD/MVに登場させる演出は近年はYUKIなど行っているが、当時の日本の音楽家ではThe Water of Lifeが先駆けとなっていた。晩年の2002年から2003年にかけては椛田早紀の実質的なプロデューサーとしても活動していた。
2004年1月29日、交通事故にて死去。32歳没。

## エピソード
使用していたパソコンはWindowsで、WEBデザインから楽曲の編集まで行う知識を誇っていた。FM東京系列の番組DEEPER STREET木曜日のコーナー「DEEPERSTREET木曜日向上委員会」にレギュラー出演。番組スタッフを率いてパンクバンドDAMEZを結成。毎週新曲を発表する企画を実行。バンド内では、ピエールと名乗り、作曲、ギター、キーボードを担当していた。

## 作品
8cmシングル
- First Morning（SRDL-4443 / 1998年1月21日 / Sony Records）
  1. First Morning
  2. お気楽JOURNEY
  3. First Morning(Backing Track)
- 水の言葉（SRDL-4507 / 1998年4月22日 / Sony Records）
  1. 水の言葉
  2. 喜怒哀楽
  3. 水の言葉（バラード・ヴァージョン）
  4. 水の言葉(Backing Track)
- 風のすみか（SRDL-4553 / 1998年8月21日 / Sony Records）
  1. 風のすみか
  2. ゴメンナサイ
  3. 風のすみか(Backing Track)
- クロール（SRDL-4638 / 1999年7月1日 / Sony Records）
  1. クロール
  2. あの場所で
  3. クロール(Backing Track)
  4. あの場所で(Backing Track)

### マキシシングル
- うそ（SRCL-4025 / 1997年10月1日 / Sony Records）
  1. うそ
  2. うまくやれよ
  3. Cross
  4. 花はどこへ行った
- Long Long Road（SRCL-4716 / 1999年11月20日 / Sony Records）
  1. Long Long Road
  2. 花火 (OYOBI track)
- ART IN NAGAHAMA（限定シングル）（WM-1001 / 2002年10月1日 / 自主制作）
  1. ART IN NAGAHAMA
  2. 星のかけら

### アルバム
- コクハク
- the WATER of Life in TAKASAKI ACOUSTIC HISTORY
  - WATER MUSICのみで発売されたライブ盤
- シャワー
  - Live for 君の味方で発売されたミニアルバム
- a tribute to the water of life「太陽の子供たちへ」
  - 逝去後にWATER MUSICのみで発売されているトリビュート盤。WOL自身の未発表曲も収録

## 提供曲
- メロディー＜着信音＞／田原俊彦 （作詞は小林宏至）
- 空のたまご／浜野和子（『天才てれびくん』＜一芸を磨けコーナー＞テーマ）
- 大丈夫〜病は気から〜／大柴邦彦 （洋服の青山フレッシャーズCM）
- シャワー／由佳
- ミルク/夏の魔法／椛田早紀 （ライブのみで披露。共に作詞は椛田早紀）

## タイアップ
- 「風のすみか」：フジテレビ系列『緋の稜線』主題歌
- 「お気楽JOURNEY」：お気楽JOURNEYテーマ
- 「LONG LONG ROAD」：全国競輪施行者協議会・競輪場の見える街CMソング
- 「First Morning」：鉄道物語
- 「告白」：世界エイズキャンペーンイメージソング
- 「クロール」
  - テレビ東京系アニメ『エデンズボゥイ』エンディングテーマ
  - 日本ポラロイドカメラ「シャオ」CMソング
- 「ゴメンナサイ」：毎日放送『なにわ友あれ赤井英和』エンディングテーマ
- TBSラジオ「松崎菊也のいかがなものか?」テーマ、BGM。